# Genete
Genetele sau ginetas (Genetta) sunt un gen de mamifere carnivore de talie mică sau mijlocie, din familia viveridelor (Viverridae) răspândite în sud-vestul Europei, Peninsula Arabică, Israel și Africa, cu excepția Saharei, cu corp cilindric, subțire și alungit, purtat pe picioare scurte, cu gheare retractile. Capul este mic și alungit, coada lungă. Au glande anale ce secretă un lichid cu miros respingător, care poate fi acumulat într-o pungă anală, din care este împroșcat afară pentru îndepărtarea dușmanilor.

## Descrierea
Genetele au o talie mică sau mijlocie. Lungimea cap + trunchi = 42-58 cm; lungimea cozii = 39-53 cm; înălțimea ia greabăn = 15-20 cm. Greutatea = 1-3,5 kg, în medie 2 kg.
Longevitatea este de 14 ani în stare liberă.  În captivitate pot trăi până la 34 de ani.
Genetele au blană cu păr moale și  des. Culoarea blănii este variabilă, dar la cele mai multe specii este cenușie sau gălbuie cu pete cafenii sau negre pe spate, iar pe laturile corpului petele formează șiraguri longitudinale. Pe linia mediană a spatelui există un șir de peri negri, zbârliți. Coada cu inele de culoare neagră și albă, de aproximativ aceeași lățime. Pe coadă parul este mai lung decât cel de pe corp. Printre membrii acestui gen este comun melanismul. 
Genetele au un aspect general  de viveride tipice. Corpul lor este alungit, picioarele sunt scurte cu gheare scurte și curbate, retractile. Au o coadă lungă, dar mai scurtă decât corpul. Capul este mic, cu botul de lungime medie, ascuțit iar urechile proeminente, rotunjite. 
Au 2 perechi de mamele abdominale.

## Comportamentul
Genetele trăiesc în zonele împădurite, cu lăstărișuri dese și în cele cu tufișuri sau ierburi înalte. De obicei trăiesc solitari sau în perechi.
Ziua o petrec ascunse în crăpături de stânci, în galeriile săpate de alte mamifere, în scorburi sau pe ramurile arborilor camuflate de liane. Se cațără ușor în arbori, dar cel mai mult timp îl petrec pe pământ. Pot pătrunde în orice loc prin care reușesc să bage capul, corpul lor subțiindu-se datorită articulațiilor foarte mobile.
Genetele sunt active în principal noaptea, când părăsesc culcușurile în căutarea hranei, parcurgând distanțe mari; spre ziuă se întorc, cu regularitate, fiecare la culcușul său; acesta nu este părăsit decât de pui după ce cresc și se despart de mamă.
Genetele au glande anale cu secreții urât mirositoare (deschiderea glandelor este în afara deschiderii anale), care le servesc la îndepărtarea dușmanilor (vulturii, leoparzii, pisicile-tigri, râșii-africani).

## Hrana
Se hrănesc cu toate animalele pe care le pot prinde pe sol: mamifere mici (șoareci etc.), păsări, reptile (șerpi, șopârle), insecte, păienjeni, scorpioni și mai rar cu fructe. 
Fiind însă și bune cățărătoare în arbori, adeseori vizitează cuiburile păsărilor. 
În urmărirea prăzii nu fac nici un zgomot, se fac una cu pământul, se apleacă și se târăsc de parcă lunecă, iar corpul se alungește.

## Reproducerea
Se reproduc de două ori pe an, dar în perioade diferite, în funcție de zona considerată din arealul de răspândire. Astfel, în răsăritul Africii: în octombrie-decembrie,  în vestul Africii în martie-iunie și septembrie-decembrie, în sudul Africii: primăvara și toamna (octombrie-februarie), iar în Europa și nordul Africii: în martie-aprilie și august-septembrie.
Gestația la femele durează cam 63-77 de zile, timp în care ele își caută locuri retrase prin scorburile arborilor, printre stânci sau gropi în pământ, unde vor naște 1-4 pui (de obicei 2-3 pui). 
Puii cântăresc 60-80 g, sunt golași, cu pleoapele și urechile lipite. Urechile se deschid după 5-8 zile, iar ochii la 5-12 zile. Blana puilor este complet dezvoltată la 2-3 luni de la naștere. Femelele alăptează puii 6 săptămîni, când puii au o greutatea de 410-470 g. 

## Răspândirea
Genetele sunt răspândite în sud-vestul Europei, Peninsula Arabică, Israel și Africa, cu excepția Saharei. 

## Sistematica
Se cunosc 14 specii cu următoarele areale: 
| Denumirea latină   | Denumirea românească                                | Areal | Harta arealului | Imagine / Starea de conservare |
| ------------------ | --------------------------------------------------- | --- | --------------- | ------------------------------ |
| Genetta abyssinica | Geneta abisiniană, Geneta etiopiană                 | În Djibouti, Eritreea, Etiopia, Somalia, Sudan |                 | [ 2 ]                          |
| Genetta angolensis | Geneta angoleză, Geneta mozambicană                 | Între 5° și 15° latitudine sudică de la Oceanul Atlantic la Oceanul Indian: nordul Angolei, sudul Zairului (Republica Democrată Congo), nordul Zambiei și Mozambicului, sudul Tanzaniei și Malawi |                 | [ 3 ]                          |
| Genetta bourloni   | Geneta lui Bourlon                                  | În Coasta de Fildeș, Guineea, Liberia, Sierra Leone |                 | [ 4 ]                          |
| Genetta cristata   | Geneta cu creastă                                   | În Nigeria și Camerun |                 | [ 5 ]                          |
| Genetta genetta    | Geneta comună, Geneta europeană, Geneta             | Este singura specie cu reprezentanți în Europa (introdusă în Belgia, Franța, Germania, Italia, Portugalia, Spania, Elveția), apoi în Africa (Maroc, Algeria, Tunisia, Mauritania, sudul Egiptului și în pădurile tropicale din centrul Africii) și în vestul Peninsulei Arabice (Arabia Saudită, Yemen, Oman)                   |                 | [ 6 ]                          |
| Genetta johnstoni  | Geneta lui Johnston                                 | În Coasta de Fildeș, Ghana, Guineea, Liberia |                 | [ 7 ]                          |
| Genetta maculata   | Geneta panteră, Geneta cu pete ruginii              | În Angola, Benin, Botswana, Burkina Faso, Burundi, Camerun, Republica Centrafricană, Ciad, Congo, Republica Democrată Congo, Guineea Ecuatorială, Eritreea, Etiopia, Gabon, Ghana, Kenya, Malawi, Mozambic, Namibia, Niger, Nigeria, Rwanda, Africa de Sud, Sudanul de Sud, Swaziland, Tanzania, Togo, Uganda, Zambia, Zimbabwe |                 | [ 8 ]                          |
| Genetta pardina    | Geneta de pădure                                    | În Burkina Faso, Coasta de Fildeș, Gambia, Ghana, Guineea, Guineea-Bissau, Liberia, Mali, Senegal, Sierra Leone |                 | [ 9 ]                          |
| Genetta piscivora  | Geneta acvatică                                     | În Republica Democrată Congo |                 | [ 10 ]                         |
| Genetta poensis    | Geneta regală                                       | În Congo, Coasta de Fildeș, Guineea Ecuatorială, Ghana, Liberia |                 | [ 11 ]                         |
| Genetta servalina  | Geneta servalină, Geneta serval                     | În pădurile tropicale din vestul și centrul Africii (Camerun, Republica Centrafricană, Uganda, Kenya, Congo, Republica Democrată Congo, Guineea Ecuatorială, Gabon, Rwanda, Tanzania, Sudanul de Sud) |                 | [ 12 ]                         |
| Genetta thierryi   | Geneta lui Thierry, Geneta lui Hausa, Geneta falsă  | În Benin, Burkina Faso, Camerun, Coasta de Fildeș, Gambia, Ghana, Guineea-Bissau, Mali, Niger, Nigeria, Senegal, Sierra Leone, Togo |                 | [ 13 ]                         |
| Genetta tigrina    | Geneta cu pete mari, Geneta tigrată, Geneta tigrină | În Lesotho, Africa de Sud |                 | [ 14 ]                         |
| Genetta victoriae  | Geneta gigantă                                      | În junglele din Republica Democrată Congo |                 | [ 15 ]                         |